# Милан Стоядинович
Милан Стоядинович (на сръбски: Милан Стојадиновић или Milan Stojadinović) е сръбски икономист и политик от Югославския радикален съюз, министър-председател на Югославия през 1935 – 1939 година.

## Биография
Стоядинович е роден на 4 август 1888 година в Чачак. През 1910 година завършва право в Белградския университет, където на следващата година защитава докторат по икономика. След специализации в Германия, Великобритания и Франция от 1914 година работи в Министерството на финансите. Включва се в политическия живот като член на Народната радикална партия и неколкократно е финансов министър (1922 – 1924, 1924 – 1926, 1934 – 1935).
През 1935 година Стоядинович основава фашисткия Югославски радикален съюз, който печели изборите и той става министър-председател и външен министър. През 1938 година отново печели изборите с малка преднина, но на следващата година регентът принц Павле Караджорджевич го отстранява от властта. Стоядинович е арестуван, но със съдействието на британското правителство е изпратен в изгнание на остров Мавриций.
След края на Втората световна война и установяването на комунистически режим в Югославия Милан Стоядинович заминава за Рио де Жанейро, а след това за Буенос Айрес, където остава до края на живота си. Там той издава финансовия вестник „Економиста“ и е съветник на аржентинския президент. През 1954 година подписва с хърватския лидер Анте Павелич Споразумението „Павелич-Стоядинович“ за съвместни действия срещу комунистическия режим.
Милан Стоядинович умира на 26 октомври 1961 година в Буенос Айрес.